# Poggersdorf (Neunburg vorm Wald)
Poggersdorf ist ein Ortsteil der Stadt Neunburg vorm Wald im Landkreis Schwandorf in Bayern.

## Geographie
Poggersdorf liegt circa sechs Kilometer südlich von Neunburg vorm Wald.

## Geschichte
Der Name Poggersdorf (auch: Bogeratesdorf, Bubbelsdorf, Pukkersdorf) leitet sich von der Siedlung eines Bogerat ab.
Poggersdorf wird 1150 erstmals urkundlich erwähnt.
König Ludwig IV. gab 1316 dem Ritter Wohlfart Zenger von Wetterfeld die Vogteirechte in Poggersdorf. Auch die Siegenhofer hatten 1317 Erbbesitz in Poggersdorf.
Am 23. März 1913 war Poggersdorf Teil der Pfarrei Penting, bestand aus fünf Häusern und zählte 44 Einwohner.
Am 31. Dezember 1990 hatte Poggersdorf 21 Einwohner und gehörte zur Pfarrei Penting.

## Tourismus
Poggersdorf ist bekannt für einen großen Reiterhof mit Pension, Gasthof und Campingplatz.
Nahe an Poggersdorf vorbei führt die Südroute des Prädikatswanderweges Goldsteig, der Marktredwitz mit Passau verbindet.